# Darnets
 Darnets  (en occitano Darnets) es una comuna y población de Francia, en la región de Lemosín, departamento de Corrèze, en el distrito de Ussel y cantón de Meymac.
Su población en el censo de 2008 era de 344 habitantes.
Está integrada en la Communauté de communes de Ventadour .

## Demografía
| 275 | 283 | 279 | 321 | 304 | 341 | 344 |
| Para los censos de 1962 a 1999 la población legal corresponde a la población sin duplicidades (Fuente: INSEE [Consultar]) |     |     |     |     |     |     |